# Ebnat (Aalen)
Ebnat is een plaats in de Duitse gemeente Aalen, deelstaat Baden-Württemberg, en telt 3315 inwoners.

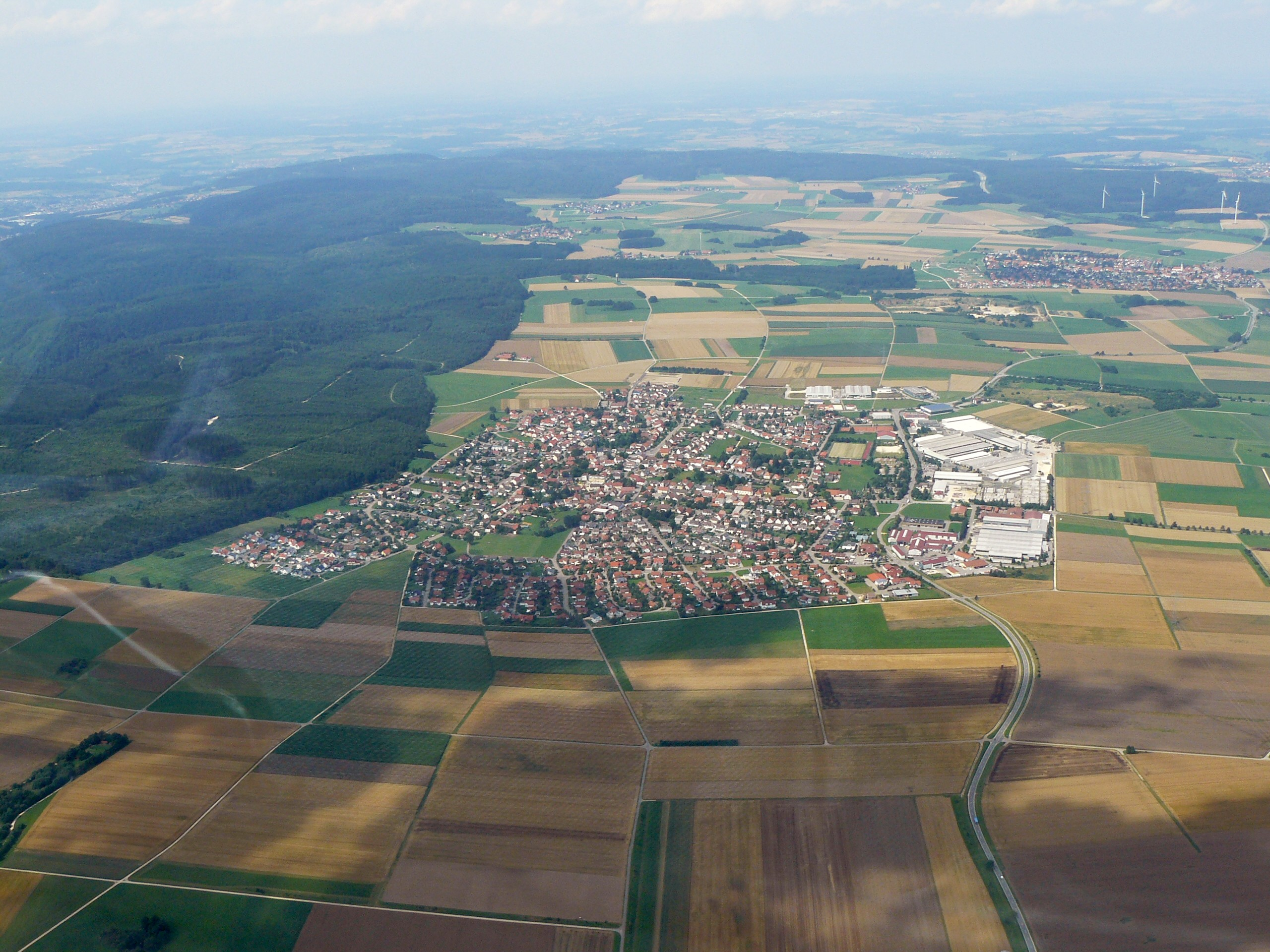
Luchtfoto